# لونگی
لَوَنگی که به اردک یا مرغ شکم‌پر گفته می‌شود و از غذاهای مخصوص تالش  و آستارا می‌باشد. لَوَنگی  با اردک تازه یا مرغ تهیه می‌شود، سایر مواد تشکیل دهنده لونگی پیاز، گردو ، رب ازگیل یا رب آلوچه، آبغوره، گوجه فرنگی، نمک و فلفل می‌باشد.
مردم تالش بیشتر از بادمجان برای لونگی استفاده میکنند. این غذا از وعده های اصلی بومیان تالش نژاد ایران و جمهوری آذربایجان محسوب میشود. جزئ اول این غذا در زبان تالشی (یعنی لَوَ) به معنای «شکم» است. جزء دوم نیز به معنای «رنگین» است. معنای این ترکیب یعنی «شکم ِ رنگین» که به تزئینات و چینش مخلفات غذایی در شکم مرغ و یا اردک پس از پخت اشاره دارد.